# جواد صالحی اصفهانی
جواد صالحی اصفهانی، استاد اقتصاد در ویرجینیا تک، و عضو پیوسته مدعو در ابتکار جوانان خاورمیانه در مرکز توسعه ولفنسون مستقر در برنامه اقتصاد جهانی و توسعه در موسسه بروکینگز است. تخصص و تمرکز تحقیقاتی او در اقتصاد، اقتصاد جمعیتی، اقتصاد انرژی، و اقتصاد ایران و خاورمیانه بزرگ است.
صالحی اصفهانی استادیار اقتصاد در دانشگاه پنسیلوانیا و استاد مدعو در دانشگاه آکسفورد بود. او از سال ۱۹۹۳ در فوروم تحقیقات اقتصادی، یک انجمن منطقه‌ای از اقتصاددانان خاورمیانه مستقر در قاهره، پژوهشگر بوده و بین سال‌های ۲۰۰۱ تا ۲۰۰۶ در هیئت امنای آن‌ها عضو بوده‌است. او همچنین در هیئت مدیره انجمن اقتصادی خاورمیانه حضور دارد.
صالحی اصفهانی دارای مدرک لیسانس از دانشگاه لندن، کالج کوئین مری و دکترا در اقتصاد از دانشگاه هاروارد است. مقالات او در مجله اقتصاد توسعه، مجله بین‌المللی مطالعات خاورمیانه، مطالعات ایران، توسعه اقتصادی و تغییرات فرهنگی، مجله اقتصاد، و مجله نابرابری اقتصادی و غیره منتشر شده‌است.

## کتابشناسی برگزیده
- - Models of the Oil Market (1991) شابک ‎۳−۷۱۸۶−۵۰۷۲-X
  - The Production and Diffusion of Public Choice Political Economy: Reflections of the VPI[پیوند مرده] (2004) شابک ‎۱−۴۰۵۱−۲۴۵۳−۹
  - Labor and Human Capital in the Middle East: Studies of Markets and Household Behavior (2001) شابک ‎۰−۸۶۳۷۲−۲۹۵−۴
  - Government subsidies and demand for petroleum products in Iran (WPM) (1996) شابک ‎۰−۹۴۸۰۶۱−۹۵−۲ download